# محمد قاسی سعید
محمد قاسی سعید (انگلیسی: Mohamed Kaci-Said؛ زادهٔ ۲ مهٔ ۱۹۵۸) یک بازیکن فوتبال اهل الجزایر است.
وی عضو تیم ملی فوتبال الجزایر در جام جهانی فوتبال ۱۹۸۶ بوده است.